# Старица (приток Марёвки)
Старица — река в России, протекает по Новгородской области. Исток реки Устье реки находится в 10 км по правому берегу реки Марёвка. Длина реки составляет 26 км.

## Притоки
- Слева впадает Дятлов[3]
- Слева впадает Яблонька[3]
- В 9 км от устья, по правому берегу реки впадает Ветховский[3]
- В 9 км от устья, по правому берегу реки впадает река Караковка
- В 2,5 км от устья, по правому берегу реки впадает Лужня[3]

## Населённые пункты
У истока рек протекает по территории Велильского сельского поселения. На реке стоят деревни Кошкино и Старица.
Система водного объекта: Марёвка → Пола → Ильмень → Волхов → Ладожское озеро → Нева → Балтийское море.

## Данные водного реестра
По данным государственного водного реестра России относится к Балтийскому бассейновому округу, водохозяйственный участок реки — Ловать и Пола, речной подбассейн реки — Волхов. Относится к речному бассейну реки Нева (включая бассейны рек Онежского и Ладожского озера).
Код объекта в государственном водном реестре — 01040200312102000021892.